# Associació Les Dones del 36
Associació Les Dones del 36 va ser una associació creada el 1997 per un grup de dones supervivents de la guerra civil espanyola. L'objectiu de l'associació era fer conèixer a la societat, especialment a les noves generacions, un període de la història a través de la visió d'unes dones que van defensar la llibertat i la democràcia i que van viure la guerra civil al front o a la rereguarda, que van patir l'internament en camps de concentració o en presons o que van ser represaliades durant el franquisme per la seva lluita en la clandestinitat. L'associació es va dissoldre el 2007 perquè la majoria de les seves integrants havien superat ja els noranta anys.

## Antecedents, fundació i Premi Maria Aurèlia Capmany
L'any 1996, la qui aleshores era consellera del Districte de Ciutat Vella de l'Ajuntament de Barcelona, Llum Ventura, va tenir coneixement d'un homenatge a les dones que havien participat en la guerra que s'organitzava a Madrid, a la Librería de las Mujeres. Va pensar que a Barcelona també n'hi havia d'haver i aviat va entrar en contacte amb algunes que eren desconegudes, però que valia la pena que se'n conegués les vivències perquè formaven part de la memòria història. Hi va parlar i va conèixer de primera mà les seves experiències en el front, a la resistència, a l'exili, a les presons, etc. Aquell mateix any, en la celebració dels vintè aniversari de la Primeres Jornades Feministes, es va llegir públicament el testimoni d'algunes d'aquelles dones.
L'any 1997, el premi Maria Aurèlia Capmany, que atorga l'Ajuntament de Barcelona cada 8 de març, anava destinat a premiar algun projecte dut a terme per dones grans. Unes quantes dones van constituir l'Associació Dones del 36" i varen presentar al premi el seu projecte de recuperació i transmissió de la memòria de les dones que van viure la guerra, van defensar la llibertat i la democràcia i en molts casos ho van pagar amb l'exili o la presó. La portaveu del col·lectiu va ser Enriqueta Gallinat, que va presentar i defensar el projecte en el Saló de Cent de l'Ajuntament de Barcelona. Va dir que volien explicar de viva veu el que havien viscut durant la guerra i durant la dictadura que va seguir per tal de reivindicar el paper de les dones en la lluita per la democràcia. Gallinat va descriure així el projecte que volien dur a terme: «Som dones grans, ratllem els vuitanta, la vida se'ns escapa i abans de partir ver el no res, volem deixar el nostre testimoni en vídeos, escrits, conferències en escoles i associacions perquè quedi constància del paper actiu que des de diferents àmbits van desenvolupar les dones de casa nostra».
El projecte va rebre el premi del jurat i també el del públic. Un any més tard, d'acord amb les normes del premi, les Dones del 36 van presentar un resum de les tasques dutes a terme des de la concessió del premi. Maria Salvo, en va mostra el balanç: «En aquest any hem mantingut trobades amb joves estudiants d'Institut, hem participat en Taules Rodones a diferents Centres Cívics, se'ns han fet entrevistes a la ràdio, televisió, premsa, podent estar presents en aquests mitjans de comunicació. També cal destacar l'exposició durant el mes de febrer a la Sala Montserrat Roig del Centre Cívic Pati Llimona i l'elaboració d'un vídeo amb els nostres testimonis.»

## Integrants de Les Dones del 36
Les dones que van fundar l'Associació van ser vuit: Victoria Carrasco Peñalver (1917-2003), Carme Casas Godessart (1921-2013), Rosa Cremón Parra (1914-2005), Trinidad Gallego Prieto (1913-2011), Enriqueta Gallinat i Román (1909-2006), Conxa Pérez Collado (1915-2014), Manola Rodríguez Lázaro (1917-2009) i Maria Salvo Iborra (1920-2020). Uns mesos més tard, altres quatre dones van incorporar-se a l'Associació: Emèrita Arbonés Sarrias (1920-2015), Laia Berenguer Puget (1920-2011), Josefina Piquet Ibáñez (1934-2013) i Victòria Santamaria Palacios (1921-2011).

## Dissolució i balanç de l'Associació Les Dones del 36
A finals de 2006 les Dones del 36 van decidir autodissoldre l'associació a causa de l'avançada edat de les seves integrants. La dissolució va dur-se a terme el 2007. La darrera activitat que van dur a terme va ser la publicació del llibre Les Dones del 36. Un silenci convertit en paraula · 1997-2006, en el qual ha quedat reflectida la història del projecte, les biografies de les dones que hi han participat i una memòria de l'activitat que va dur a terme des de la seva fundació. Algunes dones van expressar el seu desig de continuar fent trobades per descriure les seves vivències, però a títol personal.
De 1997 a 2004, les Dones del 36 van fer 179 xerrades en escoles i instituts, 35 en universitats, 142 intervencions en taules rodones i actes públics, centres culturals, associacions, etc. Van concedir 185 entrevistes personals a periodistes, historiadors, escriptors, estudiants, etc. De 1997 a 2005 van participar en 35 programes de ràdio i 16 de televisió i en 16 documentals de televisió i van donar el seu testimoni per a 29 llibres, a més d'articles de premsa.
L'Arxiu Històric de la Ciutat de Barcelona conserva el fons oral Dones del 36, amb entrevistes enregistrades en 1997 a les vuit dones fundadores de l'Associació i a Pilar Santiago Bilbao (1914-1998), mestra i membre del Partit Obrer d'Unificació Marxista (POUM), coneguda també com a Pilar Trueta, pel cognom del seu marit, Rafael Trueta.

## Reconeixements
L'Associació Les Dones del 36, com a col·lectiu, i també les seves integrants de manera individual van rebre nombrosos reconeixements per al seva tasca de recuperació de la memòria històrica de les dones durant la guerra civil i el franquisme. Entre d'altres, l'homenatge que els va retre l'Ajuntament de Barcelona el 2004, la Medalla d'Honor de Barcelona 2006 i l'homenatge per part de la Generalitat de Catalunya el maig de 2007.
En el barri de Gràcia, de Barcelona, el 2009 es va inaugurar la plaça de les Dones del 36.
A Gavà (Baix Llobregat), una biblioteca porta el seu nom: Biblioteca Dones del 36, especialitzada en literatura i assaig sobre dones, feminisme i anàlisi social.